# Philip Livingston
Philip Livingston (ur. 15 stycznia 1716 w Albany, zm. 12 czerwca 1778 w York (Pensylwania) – amerykański kupiec i polityk, delegat Kongresu Kontynentalnego ze stanu Nowy Jork, sygnatariusz Deklaracji niepodległości Stanów Zjednoczonych. 

## Życiorys
W 1737 ukończył studia na Uniwersytecie Yale, po czym prowadził działalności handlową w Nowym Jorku. W 1775 został członkiem Kongresu Kontynentalnego i był nim do śmierci. 
Zmarł podczas udziału w szóstej sesji Kongresu w Yorku w stanie Pensylwania.